# Мутье (Савойя)
Мутье (фр. Moûtiers) — коммуна во Франции, департамент Савойя, регион Рона — Альпы. Является центром кантона Мутье. Округ коммуны — Альбервиль. Код INSEE коммуны — 73181. Мэр коммуны — Фабрис Паннекук, мандат действует на протяжении 2014—2020 годов.
В Мутье находится костёл Святого Петра, который ранее был центром епархии Тарантэз.

## Географическое положение
Коммуны расположена в долине Тарантэз и является её столицей. 

## Население
Согласно переписи 2012 года население Мутье составляло 3811 человека (47,9 % мужчин и 52,1 % женщин). Население коммуны по возрастному диапазону распределилось следующим образом: 17,8 % — жители младше 14 лет, 20,7 % — между 15 и 29 годами, 20,0 % — от 30 до 44 лет, 19,0 % — от 45 до 59 лет и 22,4 % — в возрасте 60 лет и старше.
На 2012 год в коммуне числилось 1772 облагаемых налогом домохозяйств, в которых проживало 3613 человека, из них 46,0 % хозяйств состояли из одного человека (17,5 % мужчины, 28,5 % женщины) и 51,9 % семейных хозяйств. Среди жителей старше 15 лет 39,1 % состояли в браке, 41,7 % — не состояли, 8,9 % — были в разводе, 10,3 % — вдовствовали.
Среди населения старше 15 лет (2791 человек) 27,2 % населения не имели образования, 9,1 % — имели только начальное образование, 7,5 % — закончили только колледж, 27,0 % — получили аттестат об окончании лицея, 14,4 % — закончили полное среднее образование или среднее специальное образование, 8,7 % — закончили сокращённое высшее образование и 6,2 % — получили полное высшее образование.
Динамика численности населения:
| Население коммуны в XIX—XXI веках |
| --------------------------------- |
|                                   |

## Экономика
В 2012 году из 2486 человек трудоспособного возраста (от 15 до 64 лет) 1755 были экономически активными, 731 — неактивными (показатель активности 70,6 %, в 2007 году — 72,5 %). Из 1755 активных трудоспособных жителей работали 1510 человек (804 мужчины и 707 женщин), 245 числились безработными. Среди 731 трудоспособных неактивных граждан 251 были учениками либо студентами, 176 — пенсионерами, а ещё 304 — были неактивны в силу других причин. В коммуне проживает 1524 человека старше 15 лет, имеющих работу, причём 55,3 % из них работает в коммуне, а 43,1 % — в пределах департамента Савойя.